# Mizi Xia
Mizi Xia (du chinois 彌子瑕) était une figure semi-légendaire de la période de la dynastie Zhou (-1046 à -256) en Chine ayant vécu au VIe siècle avant J.C.. Il est mentionné pour la première fois dans l'œuvre Han Fei Zi du philosophe légaliste Han Fei comme le compagnon du Duc Ling de Wei. Si Mizi Xia a peut-être réellement existé, on ne sait rien de lui au-delà de cette histoire.
Mizi Xia était le courtisan préféré du duc Ling en raison de sa beauté. Lorsque Mizi Xia a appris que sa mère était malade, il a obtenu du duc l'ordre d'utiliser une voiture ducale pour se rendre rapidement auprès d'elle et il fut félicité pour sa piété filiale. Une autre fois, Mizi Xia a mordu dans une pêche particulièrement délicieuse et a donné le reste au duc en cadeau afin qu'il puisse également la goûter. Les deux actes lui ont permis de s'attirer les faveurs du souverain et ils furent amants de 493 à 534 avant J.C.. Cependant, quand la beauté de Mizi Xia s'est estompée, le duc s'est retourné contre lui, affirmant qu'il avait volé la voiture et qu'il l'avait ensuite insulté en lui offrant une pêche à moitié mangée.
L'objectif premier de Han Fei en racontant l'histoire était de mettre en garde les courtisans contre une trop grande proximité avec les souverains inconstants, mais dans la littérature chinoise ultérieure, on a fait davantage allusion à Mizi Xia pour sa beauté et son homosexualité. L'expression « pêche mordue » est devenue synonyme d'homosexualité et Mizi Xia de jeune homme désiré comme partenaire sexuel. Des allusions similaires seront plus tard appliquées à la « passion de la manche coupée » et au courtisan de la dynastie Han Dong Xian.
Ruan Ji était l'un des poètes les plus célèbres à faire l'éloge de Mizi Xia dans ses écrits. Le poète Liu Zun de la dynastie Liang a écrit : « Les faveurs de la manche coupée sont généreuses, / L'amour de la pêche à moitié mangée ne meurt jamais », certain que toute personne instruite lisant le poème saurait exactement à qui il fait allusion. Le premier document chinois existant traitant de l'homosexualité, l'Essai poétique sur la joie suprême de Bo Xingjian, répertorie Mizi Xia parmi les exemples célèbres d'homosexualité : "Mizi Xia a partagé une pêche avec son seigneur".
Au XIIe siècle, les compagnons masculins n'avaient plus tendance à exercer un grand pouvoir à la cour ducale ou impériale, et le nom Mizi Xia était devenu associé aux prostitués masculins ordinaires. Le rétrécissement des rôles de genre sous la dynastie Qing et l'influence des attitudes homophobes de l'Occident finiront par rendre la mention de « la pêche mordue » complètement taboue, de sorte qu'aujourd'hui, Mizi Xia est pour la plupart inconnu en Chine.
L'histoire de Mizi Xia est devenue connue du monde entier grâce aux écrits d'Européens, comme dans Sexual Life in Ancient China de Robert van Gulik. Ce livre cite le congshu Xiangyan du début du XXe siècle ou Écrits rassemblés sur l'élégance parfumée, qui s'inspire lui-même de précédents tels que ceux mentionnés ci-dessus.